# Myiarchus nugator
Caça-moscas-granadino ou maria-cavaleira-de-granada (Myiarchus nugator) é uma espécie de ave da família Tyrannidae. No passado, foi considerada uma subespécie do Myiarchus tyrannulus.
Pode ser encontrada nos seguintes países: Granada e São Vicente e Granadinas.
Os seus habitats naturais são: florestas subtropicais ou tropicais úmidas de baixa altitude e florestas secundárias altamente degradadas.